# Астрономический радиоисточник
Астрономические радиоисточники (радиоисточники) — это объекты, находящиеся в космическом пространстве, и имеющие сильное излучение в радиодиапазоне. Такие объекты представляют одни из самых экстремальных и энергетических процессов во вселенной. Радиоисточники исследуются посредством регистрации космического радиоизлучения с помощью радиотелескопов.

## История открытия
Первый радиосигнал внеземного происхождения был случайно обнаружен американским радиоинженером Карлом Янским в 1932 году. Впоследствии Янский выяснил, что источником излучения являлась центральная область нашей галактики. Первый обзор «радионеба» был сделан Гроутом Ребером в 1941 году. И уже в 1944 году Ребер опубликовал первые радиокарты небосвода. После этого учёные по всему миру начали интенсивно исследовать небесные объекты в радиодиапазоне.

## Космические радиоисточники
- Солнце (самый яркий радиоисточник на небе)[8][9][10];
- Луна[11][12][13], планеты[13] и прочие тела[13] солнечной системы — для изучения этих объектов также используется радиолокация[13];
- Межпланетная среда;
- Межзвёздная среда (межзвёздный газ и межзвёздная пыль)[14];
- Звёзды (в том числе магнитные белые карлики, магнетары, пульсары, новые и сверхновые звёзды)[15];
- Планетарные туманности[15];
- Центр нашей Галактики, находящийся в созвездии Стрельца;
- Другие галактики (квазары; галактики с активными ядрами, в том числе и радиогалактики), а также группы галактик, находящиеся в процессе слияния;
- реликтовое излучение